# Zentralstelle für Erforschung der Kriegsursachen
Die Zentralstelle für Erforschung der Kriegsursachen war eine ab 1921 vom Auswärtigen Amt finanzierte private Einrichtung, die in revisionistischer Absicht Informationen und Argumenten gegen die in Art. 231 des Versailler Vertrages festgestellte deutsche Kriegsschuld sammeln und veröffentlichen sollte. Dadurch versuchte man Einfluss nicht nur auf Entscheidungsträger und Multiplikatoren in Deutschland, sondern auch im Ausland auszuüben. Neben dem Arbeitsausschuss Deutscher Verbände war die Zentralstelle eine der wichtigsten Propagandisten für die deutsche Position in der Debatte zur Kriegsschuldfrage. Mit der faktischen Aufkündigung des Versailler Vertrages durch Adolf Hitler verlor diese Arbeit an Bedeutung und die Zentralstelle wurde 1937 aufgelöst.

## Zielsetzung
Innerhalb des Auswärtigen Amtes bestand mit dem Kriegsschuldreferat eine eigene Abteilung zur Entkräftung der Kriegsschuldfeststellung im Versailler Vertrag. Durch die argumentative Widerlegung der Kriegsschuld sollte die deutsche Revisionspolitik unterstützt werden. Das Kriegsschuldreferat gründete aus Gründen der Effizienz 1921 zwei formal unabhängige Organisationen. Die Gründung erfolgte vor dem Hintergrund des Streits um den Kriegsschuldparagraphen auf der Londoner Reparationskonferenz von 1921. De facto wurden beide aber vom Auswärtigen Amt kontrolliert und finanziert. Der Arbeitsausschuss Deutscher Verbände war ein Dachverband von etwa 2000 Verbänden, organisierte Veranstaltungen und gab die Zeitschrift Der Weg zur Freiheit heraus. Präsident war Heinrich Schnee. Inhaltlich anspruchsvoller und auch nach außen an die internationale Öffentlichkeit gerichtet war die Zentralstelle.
Anfangs stand die Zentralstelle unter der Leitung des Schweizers Ernst Sauerbeck. Im Gegensatz zur Massenpropaganda des Arbeitsausschusses erhob die Zentralstelle einen wissenschaftlichen Anspruch und wandte sich an ausgewählte Adressaten aus Wissenschaft und Publizistik. Sie gab sich unabhängig und vermied alles, um als Sprachrohr der Regierung zu erscheinen.
Als Ziele definierte sie:
1. Sammlung und Sicherung der Quellen und der Erörterung in der Zeitungsliteratur des In- und Auslandes.
2. wissenschaftliche und literarische Auskunftserteilung
3. Vermittlung von wissenschaftlichen Arbeiten
4. Herausgabe von Merkblättern, die einzelne Gebiete der Schuldfrage übersichtlich aufgrund der neuesten Forschungsergebnisse zusammenstellen.[2]

## Organisation und Tätigkeit
Zwar wurden die Antikriegsschuldorganisationen während der Inflationsjahre teilweise mit Goldmark finanziert, was die Bedeutung der Einrichtungen unterstreicht, gleichwohl hatte die Geldentwertung eine Unterfinanzierung der Zentralstelle zur Folge. Auch war Sauerbeck mit der Leitung überfordert, so dass das Auswärtige Amt ihm seine Kompetenzen allmählich entzog, ehe er 1923 endgültig ausschied. Seit Oktober 1921 arbeitete Alfred von Wegerer für die Zentralstelle und stieg zur leitenden Persönlichkeit in der Geschäftsführung auf. Dieser hatte während des Krieges im Generalstab als Offizier gedient und später für die völkische und antisozialistische Liga für Deutsche Kultur gearbeitet.
Seit 1923 stand offiziell an der Spitze der Zentralstelle ein Direktorium unter dem Vorsitzenden Hans Delbrück. Stellvertreter wurde Graf von Montgelas. Des Weiteren saßen in dem Gremium Sauerbeck, der Archäologe Georg Karo, der Publizist Hermann Lutz, Eugen Fischer-Baling als Sekretär des Parlamentarischen Untersuchungsausschusses für die Schuldfragen, sowie der spätere Staatssekretär im Auswärtigen Amt Bernhard Wilhelm von Bülow, der bis 1919 Leiter des Kriegsschuldreferats des Auswärtigen Amtes gewesen war. Wirklichen Einfluss hatte das Direktorium nicht. Es diente vor allem als repräsentatives Aushängeschild. Das eigentliche Sagen hatte von Wegerer.
Die Zentralstelle erhielt auch Spenden von privater Seite und erzielte Erlöse aus dem Verkauf ihrer Schriften und Zeitschriften, aber sie blieb dennoch immer auf Zuschüsse durch das Auswärtige Amt angewiesen. Beispielsweise erhielt die Einrichtung im Rechnungsjahr 1929/30 84.000 RM vom Ministerium. Dem standen eigene Einnahmen von 24.000 RM gegenüber. Davon dürften der Verkauf von Schriften einen höheren Anteil als Spenden ausgemacht haben.
Unter der Leitung von Wegerer gewann die Stelle in Deutschland bald ein recht hohes Ansehen. Durch die deutschen Auslandsvertretungen verfügte sie auch über wichtige internationale Kontakte. Zur Förderung dieser Kontakte wurde 1923 eine „Gesellschaft zur Erforschung der Kriegsursachen“ als eine Art Freundes- und Förderkreis gegründet. Der Gesellschaft stand zunächst der Diplomat Ludwig Raschdau und ab 1929 der zum Zentrum gehörende vormalige Reichskanzler der Weimarer Republik Wilhelm Marx vor. Der Gesellschaft gehörten frühere Minister, hochrangige Beamte, Angehörige der Reichswehr, einflussreiche Wissenschaftler, Publizisten und Journalisten an. Ihre Versammlungen waren nicht öffentlich und die Ergebnisse wurden nicht publiziert. Die Mitglieder sorgten aber als Multiplikatoren dafür, dass sich weitere Vertreter der deutschen Oberschichten für die Zentralstelle interessierten.
Stärker auf öffentliche Einflussnahme ausgerichtet war die Zusammenarbeit der Zentralstelle mit der Reichszentrale für Heimatdienst oder dem Arbeitsausschuss deutscher Verbände. Sprachrohr der Zentralstelle waren Anfangs die „Merkblätter zur Schuldfrage.“ Seit 1923 wurden diese durch die Zeitschrift „Die Kriegsschuldfrage“ ersetzt. Diese wurde 1929 in „Berliner Monatshefte für internationale Aufklärung“ umbenannt. Sie erschien im zur Zentralstelle gehörenden Quader-Verlag. Die Verlagsgründung wurde mit Hilfe einer Bürgschaft des Auswärtigen Amtes möglich. Die Zeitschrift hatte 1931 eine Auflage von 3500 bis 4000 Exemplaren. Ein Viertel der Auflage wurde an ausländische Bezieher vor allem aus den Vereinigten Staaten versandt.
Für das Blatt schrieb neben den Kräften der Gesellschaft ein fester Stamm von Publizisten und Wissenschaftlern. Allein von Wegerer veröffentlichte bis 1931 etwa 200 Beiträge zur Kriegsschuldfrage. Die recht geringe Auflage der Zeitschrift täuscht über die tatsächliche Reichweite der Zentralstelle etwas hinweg. Beiträge, die zuerst in der Verbandszeitschrift erschienen waren, wurden 1930 von 53 Zeitschriften und Zeitungen aus Deutschland und dem Ausland abgedruckt. Die Verantwortung für die Veröffentlichung lag bei von Wegerer. Das Auswärtige Amt hatte allerdings ein Vetorecht, machte davon aber kaum Gebrauch.

## Inhaltliche Position und Kritik
Inhaltlich wurde die alliierte Feststellung der deutschen Kriegsschuld weit gefasst. Sie umfasst neben dem Artikel 231 etwa die scharf gefasste Mantelnote, die auf Georges Clemenceau zurückgeht. Dies erlaubte es, die Feststellung der Kriegsschuld in ein antideutsches Verdammungsurteil umzudeuten. Eine Verantwortung für den Kriegsausbruch durch die Mittelmächte wurde geleugnet. Dagegen hätten Frankreich und Russland etwa mit Elsass-Lothringen oder auf dem Balkan territoriale Interessen gehabt, zu deren Verwirklichung ein Krieg nötig gewesen sei. Auch das im Vergleich zu Frankreich und Russland unterlegene Militär der Mittelmächte sprach nach Meinung der Zentralstelle gegen eine Aggression durch die Deutschen. Die Flottenpolitik sei zwar politisch unklug gewesen, wäre aber letztlich von Großbritannien nicht als wirkliche Bedrohung angesehen worden. Zwar hätte Berlin Österreich-Ungarn unterstützt, hätte aber nach der serbischen Antwort auf das Ultimatum aus Wien auf eine Lokalisierung des Konflikts gedrängt. Dem Kurs hätte die russische Mobilmachung die Grundlagen entzogen. Letztlich wurde die russische Mobilmachung als eigentlicher auslösender Faktor gesehen, während man die deutsche Kriegserklärung wie auch den Einmarsch in Belgien herunterspielte.
Auf Basis dieses Thesengerüstes versuchten die für die Zentralstelle schreibenden Autoren in zahlreichen Beiträgen die für den Kriegsausbruch schuldigen Staaten auszumachen. An der Spitze standen danach Russland, Serbien und Frankreich. Deutlich geringer war danach die Verantwortlichkeit von Österreich-Ungarn, Deutschland und Großbritannien. Die Zentralstelle betonte insbesondere die Schuld Serbiens. Dabei stützte man sich teilweise auf sehr zweifelhafte Zeitungsberichte und nicht auf wirkliche amtliche Dokumente.
In Deutschland kam Kritik gegen die Positionen der Zentralstelle weitgehend nur von einigen wenigen meist linken Pazifisten. Dazu gehörten etwa Hans Wehberg, Hermann Kantorowicz, Walter Fabian, Siegfried Kawerau, Otto Lehmann-Rußbüldt, Friedrich Wilhelm Foerster, Richard Grelling oder Heinrich Kanner. Deren Beiträgen gegen die Zentralstelle wurden nur in wenigen Blättern abgedruckt. Zwar wandte sich die Mehrheit dieser Autoren gegen die Position von einer deutschen Alleinschuld, wie sie Clemenceau vertreten hatte, aber sie sahen die Mittelmächte als Hauptverantwortliche für den Krieg. Sie kritisierten insbesondere die Propaganda der Zentralstelle und des Ausschusses deutscher Verbände als „Generalstab der deutschen Unschuldkämpfer.“

## Historiker und Zentralstelle
Von den Historikern beteiligten sich nur relativ wenige an den Arbeiten der Zentralstelle. Am deutlichsten hat Bernhard Schwertfeger die Beteiligung von Historikern an der „Kriegsschuldforschung“ eingefordert. Beteiligt haben sich zeitweise Hans Delbrück, Friedrich Thimme, Paul Herre, Hans Rothfels, Hans Herzfeld, Siegfried Kachler oder Wilhelm Mommsen.
Dies bedeutet nicht, dass die meisten Historiker andere Positionen hinsichtlich des Kriegsschuldartikels hatten. Den eher antirepublikanischen Teil der Historikerschaft dürfte die enge Anbindung der Zentralstelle an das Auswärtige Amt und der Verzicht auf das Argument der Dolchstoßlegende von einer Beteiligung abgeschreckt haben. Außerdem war für die Mehrzahl der Historiker der Weltkrieg zeitlich noch zu nah, um wissenschaftlich Thema sein zu können.
Es gab auch methodische Kritik etwa von Paul Herre an der fragwürdigen und selektiven Quellenbehandlung der Zentralstelle. Auch von anderen kamen kritische Äußerungen. Die letztlich wenig kompromissbereite Haltung der Zentralstelle ließ die Bereitschaft der bisher beteiligten Historiker zur Mitarbeit zurückgehen.
Im Laufe der Zeit entwickelte die Zentralstelle ein Eigenleben, das sich von den anderen Organisationen der „Revisionsbewegung“ entfernte und inhaltlich sich der „nationalen Opposition“ annäherte. Das auswärtige Amt war mit der Arbeit zunehmend unzufrieden. Zu einem grundlegenden Umbau kam es jedoch nicht.

## Auslandsarbeit
Von besonders großer Bedeutung war es publizistische Fürsprecher für die deutsche Position zur Kriegsschuldfrage unter ausländischen Autoren, Wissenschaftlern und Politikern zu finden. Die diplomatischen Vertretungen meldeten mögliche Ansprechpartner der Zentralstelle. Meist sprach diese die in Frage kommenden Personen auch an. In einigen Fällen überließ sie dies anderen Stellen. Die Auslandsvertretungen sammelten auch Informationen zur Haltung zur Kriegsschuldfrage in den Gastländern. Texte der Zentralstelle wurden übersetzt und publiziert. Das Auswärtige Amt bemühte sich bei dieser Tätigkeit möglichst im Hintergrund zu bleiben.
Die Zentralstelle veröffentlichte fast alle prodeutschen Äußerungen. Durch die Weiterverbreitung dieser Stimmen durch deutsche Publizisten verstärkte sich in der Öffentlichkeit der Eindruck, dass es im Ausland beträchtliche Unterstützung für die deutsche Position gäbe. Das Auswärtige Amt gab sich dieser Illusion nicht hin, sondern sprach sich dafür aus, auch Ausländer, die nicht mit der deutschen Position übereinstimmten, in die Kriegszieldiskussion einzubeziehen. Diese Haltung traf auf Kritik der Zentralstelle.
Im Jahr 1926 organisierte die Zentralstelle eine Konferenz mit „Kriegsschuldforschern“ aus Deutschland, Österreich, Ungarn und Bulgarien in Berlin. Die Teilnehmer versuchten ein gemeinsames Vorgehen in der Kriegsschuldfrage zu vereinbaren. Für die anderen Länder wurden der Zentralstelle vergleichbare Einrichtungen geplant, die mit dieser zusammenarbeiten sollten. Die Beteiligten hofften auf die Finanzierung einer internationalen Kriegsschuldkonferenz durch die Carnegie-Stiftung. Abgesehen von der Geldfrage hätte dies das Unternehmen als weniger parteiisch erscheinen lassen. Die konkrete Kontaktaufnahme übernahmen Vertreter des Ausschusses deutscher Verbände, während sich die Zentralstelle zurückhielt. Obwohl man sich bei der Begründung um einen wissenschaftlichen Anspruch bemühte, lehnte die Stiftung den Vorschlag ab.

## Zentralstelle zur Zeit des Nationalsozialismus
Nach 1933 zogen sich immer mehr ausländische Autoren von der Mitarbeit an Publikationen der Zentralstelle zurück. Viele von ihnen waren politisch eher links. Ihnen missfiel die von Wegerer durchgeführte bereitwillige Anpassung an die neuen Verhältnisse und sein überschwänglichen Lob für Hitler als „leuchtendes Vorbild“ im Kampf gegen die „Kriegsschuldlüge“. Auch die Zahl der ausländischen Abonnenten der von der Zentralstelle herausgegebenen Schriften ging um 60 % zurück.
Die praktische Erledigung der Reparationsfrage schon durch die Lausanner Konferenz 1932 und die Angriffe Hitlers auf den Versailler Vertrag führten dazu, dass die Kriegsschulddebatte an Bedeutung verlor. Zunächst hatte es allerdings danach ausgesehen, als ob die Zentralstelle ihre Position ausbauen könnte. Die Zahl der Mitarbeiter war stark gestiegen. Aber das Auswärtige Amt hatte immer stärker Zweifel an einer effektiven Arbeit der Einrichtung. Gegen Kritik wehrte sich von Wegerer wortreich und er schlug vor aus der formal privaten Einrichtung eine Reichsstelle zu machen. Diese Bemühungen waren vergeblich.
Als die deutsche Regierung 1937 ihre Anerkennung der Kriegsschuld im Versailler Vertrag zurückgezogen hatte, hatte damit auch die Frage nach der Kriegsschuld ihre politische Bedeutung weitgehend verloren. Vor diesem Hintergrund wurde die Zentralstelle noch 1937 geschlossen.  Die Berliner Monatshefte wurden mit einem etwas anderem Konzept weiter geführt.